# Tamannaah Bhatia
Tamannaah Bhatia (pronúnciaⓘ; em hindi:  तमन्ना भाटिया;  21 de dezembro de 1989) é uma atriz indiana popular nas indústrias cinematográficas nas línguas Tamil e Telugu. Também apareceu em alguns filmes de Bollywood. Além de atuar, também participa de shows teatrais e é uma das principais patrocinadoras de celebridades para marcas e produtos.

## Biografia

### Primeiros anos
Tamannaah Bhatia nasceu em 21 de dezembro de 1989 em Bombaim, Maharashtra, Índia, filha de Santosh e Rajni Bhatia. Tem um irmão mais velho chamado Anand. Seu pai é um comerciante de diamantes. Tamannaah é uma descendente do povo sindi. Atua no mundo da mídia desde os 13 anos de idade, quando foi descoberta em uma atividade escolar e foi-lhe oferecido fazer parte do popular Teatro Prithvi por um ano.

### Carreira
Em 2005, estreou no cinema em Bollywood com apenas quinze anos, aparecendo no filme Chand Sa Roshan Chehra. No mesmo ano, estreou em Tollywood com sua participação no filme Sri e um ano depois se juntou ao elenco do filme tamil Kedi. Em 2007, estrelou dois dramas juvenis, Happy Days (Telugu) e Kalloori (Tamil).

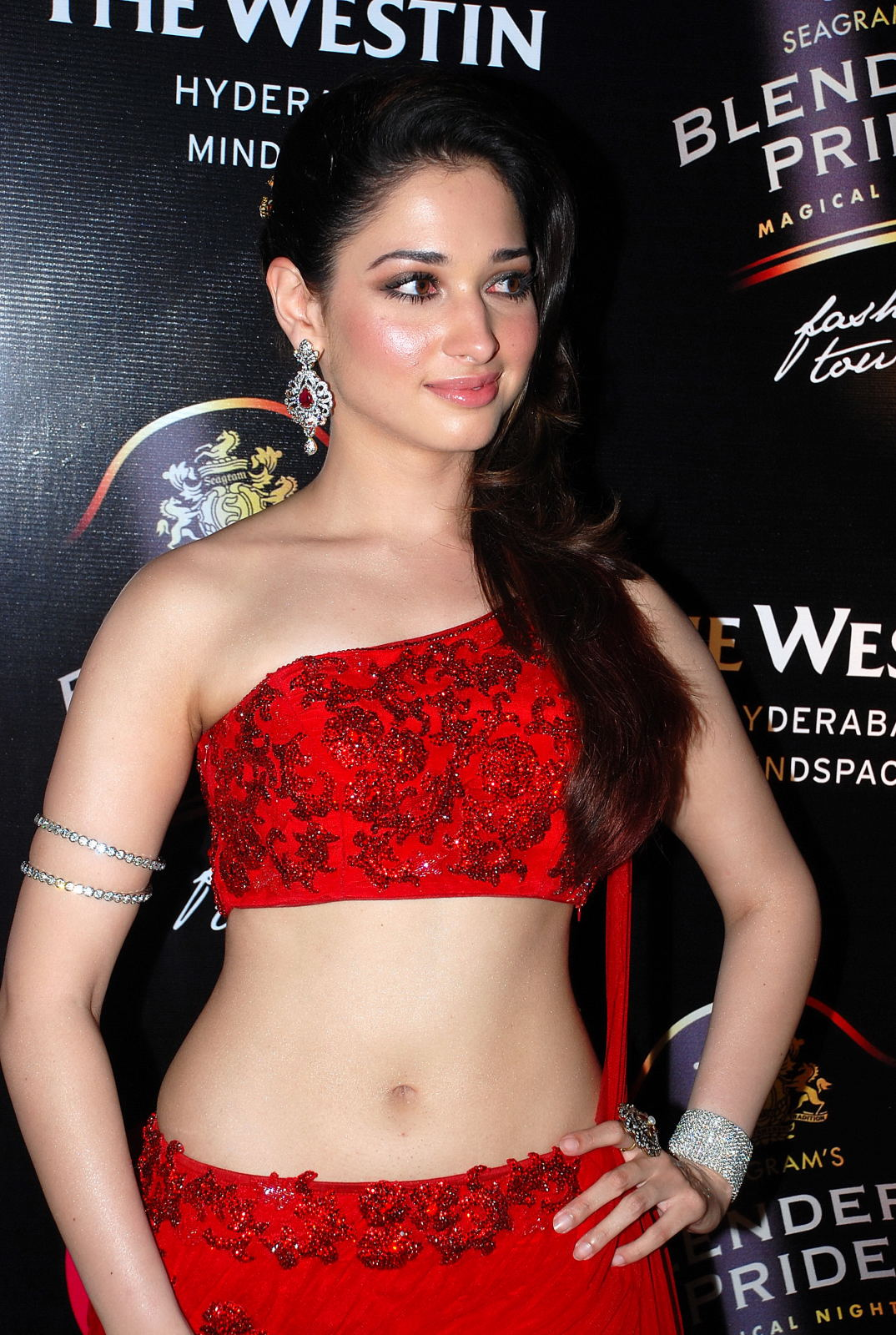
Tamannaah em 2011

A partir de então, começou a ganhar reconhecimento no ambiente cinematográfico da Índia. Projetos notáveis em sua filmografia incluem os filmes de sucesso em Tamil Ayan (2009), Paiyaa (2010), Siruthai (2011), Veeram (2014). , Dharma Durai (2016), Devi (2016) e Sketch (2018).
Entre seus filmes para Tollywood está o sucesso de público e crítica 100% Love (2011). Outros filmes incluem Racha (2012), Thadaka (2013), Baahubali: The Beginning (2015), Bengal Tiger (2015), Oopiri (2016) e Baahubali 2: The Conclusion (2017).
Estabeleceu-se como uma das atrizes contemporâneas mais importantes do cinema Telugu e do cinema Tamil. É uma das atrizes mais bem pagas do cinema do sul da Índia e atuou em cerca de 60 filmes em três idiomas diferentes.
Recebeu o prêmio "Dayawati Modi" em 2017 e um doutorado honorário do CIAC em associação com a Universidade Internacional de KEISIE por suas contribuições ao cinema indiano.